# マイケル・ダグラス
マイケル・ダグラス（Michael Douglas, 1944年9月25日 - ）は、アメリカ合衆国の俳優・プロデューサー。俳優のカーク・ダグラスの息子。
1975年に『カッコーの巣の上で』を製作し、アカデミー作品賞を含む5部門に輝きプロデューサーとして脚光を浴びる。その後1987年に、『ウォール街』でアカデミー主演男優賞を受賞した。

## 来歴
ニュージャージー州出身。父方の祖父母はベラルーシ（当時はロシア帝国）からの移民でユダヤ系。母親はバミューダ諸島出身の女優Diana Dill。カリフォルニア大学サンタバーバラ校で学ぶ傍ら演劇の訓練も受け、父のもとで映画製作を学び助監督として映画界に入ったが、俳優に転向。1972年から放映されたテレビシリーズ『サンフランシスコ捜査線』ではエミー賞の候補になる等注目を集め監督業にも進出し評価されるようになる。1975年には『カッコーの巣の上で』を製作しアカデミー賞作品賞を含む５部門に輝きプロデューサーとして脚光を浴びる。1987年、『ウォール街』でアカデミー主演男優賞を受賞。2004年のゴールデングローブ賞では、功労賞であるセシル・B・デミル賞を受賞するが、この賞は父カーク・ダグラスも受賞しており、史上初の親子2代での受賞となった。
1989年には『ブラック・レイン』に出演し、高倉健と共演した。また、高倉が日本でファンたちから多大なる声援を受けたのを見て感銘を受けたという。

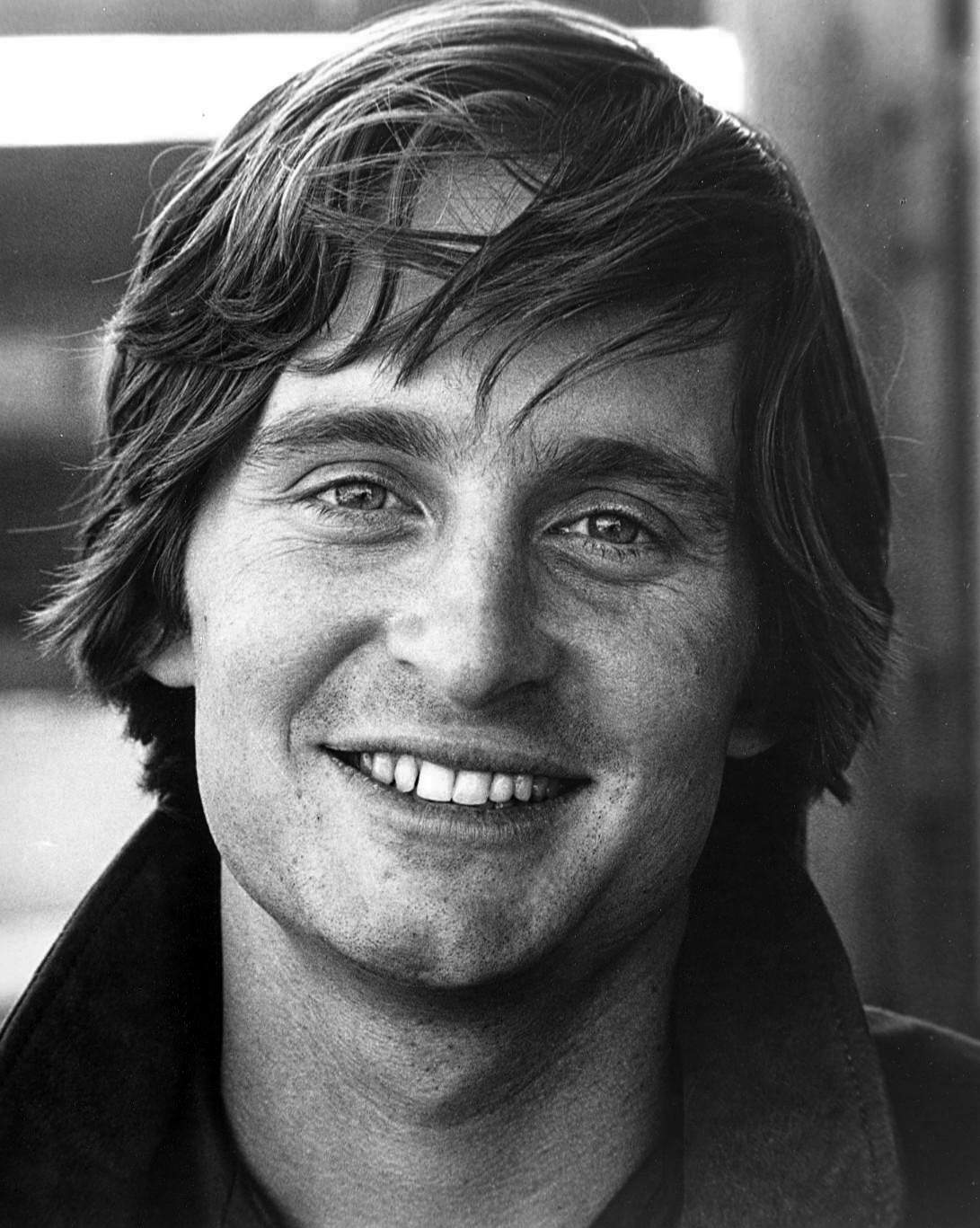
1969年

『危険な情事』、『ローズ家の戦争』、『氷の微笑』、『ディスクロージャー』等に主演しており、女性に翻弄される中高年男性を演じる役柄が人気を集めた。
俳優以外では政治活動、特に反原発活動家として知られている。原子力事故を描いた映画『チャイナ・シンドローム』を製作、出演した。また、国連平和大使にも任命されている。2008年アメリカ合衆国大統領選挙の前年には、ヒラリー・クリントン支持を表明していた。
2014年1月14日、ユニセフは彼の長年の核兵器廃絶運動への取り組みを評価して、「ダニー・ケイ人道平和賞」を贈呈した。
2016年、セザール賞・名誉賞を受賞。
2020年より高齢を理由に意図的に仕事をセーブしている。2025年にカルロヴィ・ヴァリ国際映画祭に出演した際、特別なオファーがあれば出演する可能性もあるため引退宣言はしないが、それ以外はもう演技はしないとコメントしている。

## 私生活
1977年に結婚し息子キャメロン（俳優）をもうけるが1998年に離婚。
2000年11月18日に『トラフィック』で共演したキャサリン・ゼタ＝ジョーンズと結婚し、1男1女の子供がいる。
2009年8月、過去にもドラッグ購入やコカイン所持で逮捕歴のあった息子キャメロンが、メタンフェタミンを販売目的で所持していた容疑で逮捕された。これについて、「非常に動揺している」、「非常に残念だ」などとコメントした。
2010年8月、ステージ4の末期の”Throat cancer”（喉頭癌や咽頭癌を意味する語）を患っていることを公表。抗癌剤治療と放射線治療を受けていたが、翌年1月16日の第68回ゴールデングローブ賞授賞式に夫婦揃って久しぶりに公の場に姿を現した。その際に受けたインタビューにて咽頭癌を克服した旨を明らかにした（但し、月1回の検査は引き続き受けているとのこと）。また、自分がガンを発症した原因は「クンニリングスのし過ぎ（HPV感染）だった」と語った。生命を失う恐怖から、飲酒、喫煙に加え、妻へのクンニリングスなどオーラルセックスが一切できなくなったと語った。2013年10月、罹患していたのは"Throat cancer"ではなく実際には舌癌であったと述べた。

## 出演作品
※役名の太字表記は主演。

### 映画
| 年   | 題名                                                               | 役名                                 | 備考                                                                                           | 吹替                                                           |
| ---- | ------------------------------------------------------------------ | ------------------------------------ | ---------------------------------------------------------------------------------------------- | -------------------------------------------------------------- |
| 1966 | 巨大なる戦場 Cast a Giant Shadow                                   | ジープ運転手                         | クレジットなし                                                                                 |                                                                |
| 1969 | マイケル・ダグラス/ヒーロー Hail, Hero!                            | カール・ディクソン                   | 日本劇場未公開                                                                                 |                                                                |
| 1970 | マイケル・ダグラス/アダム Adam at 6 A.M.                           | アダム                               | 日本劇場未公開                                                                                 |                                                                |
| 1972 | Summertree                                                         | ジェリー                             |                                                                                                | N/A                                                            |
| 1972 | ジョディ・フォスターのライオン物語 Napoleon and Samantha           | ダニー                               | 日本劇場未公開                                                                                 |                                                                |
| 1972 | シャッタード・サイレンス When Michael Calls                        | クレイグ                             | テレビ映画                                                                                     | 不明                                                           |
| 1977 | コーマ Coma                                                        | マーク・ベローズ                     |                                                                                                | 津嘉山正種                                                     |
| 1979 | チャイナ・シンドローム The China Syndrome                          | リチャード・アダムス                 | 兼製作                                                                                         | 有川博                                                         |
| 1979 | ランニング Running                                                 | マイケル・アンドロポリス             |                                                                                                | 不明（日本テレビ版）                                           |
| 1983 | 密殺集団 The Star Chamber                                          | スティーヴン・R・ハーディン判事      | 田中秀幸                                                                                       |                                                                |
| 1984 | ロマンシング・ストーン 秘宝の谷 Romancing the Stone                | ジャック・コルトン                   | 兼製作                                                                                         | 佐古正人（日本テレビ版） 津嘉山正種（テレビ朝日版）            |
| 1985 | ナイルの宝石 The Jewel of the Nile                                 | ジャック・コルトン                   | 兼製作                                                                                         | 樋浦勉（フジテレビ版） 津嘉山正種（テレビ朝日版）              |
| 1985 | コーラスライン A Chorus Line                                       | ザック                               |                                                                                                | 堀勝之祐                                                       |
| 1987 | 危険な情事 Fatal Attraction                                        | ダン・ギャラガー                     | 小川真司 関智一（吹替補完版）                                                                  |                                                                |
| 1987 | ウォール街 Wall Street                                             | ゴードン・ゲッコー                   | 小川真司（フジテレビ版、機内上映版） 津嘉山正種（テレビ朝日版）                                |                                                                |
| 1989 | ブラック・レイン Black Rain                                        | ニック・コンクリン                   | 小川真司（フジテレビ版） 内田直哉（ソフト版）                                                  |                                                                |
| 1989 | ローズ家の戦争 The War of the Roses                                | オリヴァー・ローズ                   | 小川真司                                                                                       |                                                                |
| 1992 | 嵐の中で輝いて Shining Through                                     | エド・リーランド                     | 小川真司                                                                                       |                                                                |
| 1992 | 氷の微笑 Basic Instinct                                            | ニック・カラン刑事                   | 小川真司（ソフト版2、フジテレビ版、日本テレビ版） 磯部勉（ソフト版1） 津嘉山正種（機内上映版） |                                                                |
| 1993 | フォーリング・ダウン Falling Down                                  | ウィリアム・“D-フェンス”・フォスター | 樋浦勉（ソフト版） 小川真司（テレビ朝日版）                                                    |                                                                |
| 1994 | ディスクロージャー Disclosure                                      | トム・サンダース                     | 小川真司                                                                                       |                                                                |
| 1995 | アメリカン・プレジデント The American President                    | アンドリュー・シェパード大統領       | 小川真司                                                                                       |                                                                |
| 1996 | ゴースト&ダークネス The Ghost and the Darkness                     | チャールズ・レミントン               | 小川真司                                                                                       | 兼製作総指揮                                                   |
| 1997 | ゲーム The Game                                                    | ニコラス・ヴァン・オートン           |                                                                                                | 小川真司（ソフト版、テレビ朝日版） てらそままさき（Netflix版） |
| 1998 | ダイヤルM A Perfect Murder                                         | スティーヴン・タイラー               | 小川真司（ソフト版、テレビ朝日版） 船越英一郎（日本テレビ版）                                  |                                                                |
| 2000 | ワンダー・ボーイズ Wonder Boys                                     | グレイディ・トリップ                 | 小川真司                                                                                       |                                                                |
| 2000 | トラフィック Traffic                                               | ロバート・ウェイクフィールド         | 小川真司                                                                                       |                                                                |
| 2001 | ジュエルに気をつけろ! One Night at McCool's                        | バーマイスター氏                     | 小川真司                                                                                       | 兼製作                                                         |
| 2001 | サウンド・オブ・サイレンス Don't Say a Word                        | ネイサン・コンラッド医師             | 小川真司                                                                                       |                                                                |
| 2003 | グロムバーグ家の人々 It Runs in the Family                         | アレックス・グロムバーグ             | 兼製作 日本劇場未公開                                                                          | 磯部勉                                                         |
| 2003 | セイブ・ザ・ワールド The In-Laws                                   | スティーヴ・トバイアス               |                                                                                                | 山路和弘（通常版） 小川直也（ハッスル版）                      |
| 2004 | マイ・シネマトグラファー Tell Them Who You Are                     | 本人                                 | ドキュメンタリー                                                                               |                                                                |
| 2006 | ザ・センチネル/陰謀の星条旗 The Sentinel                           | ピート・ギャリソン                   | 兼製作                                                                                         | 小川真司                                                       |
| 2006 | トラブル・マリッジ カレと私とデュプリーの場合 You, Me and Dupree   | トンプソン氏                         | 日本劇場未公開                                                                                 | 水内清光                                                       |
| 2007 | カリフォルニア・トレジャー King of California                      | チャーリー                           | 日本劇場未公開                                                                                 | 小川真司                                                       |
| 2009 | ゴースト・オブ・ガールフレンズ・パスト Ghosts of Girlfriends Past  | ウェイン叔父さん                     | 日本劇場未公開                                                                                 | （日本語吹替版なし）                                           |
| 2009 | ダウト 〜偽りの代償〜 Beyond a Reasonable Doubt                    | マーク・ハンター                     | 日本劇場未公開                                                                                 | （日本語吹替版なし）                                           |
| 2009 | ソリタリー・マン Solitary Man                                      | ベン・カルメン                       |                                                                                                | 石原辰己                                                       |
| 2010 | ウォール・ストリート Wall Street: Money Never Sleeps               | ゴードン・ゲッコー                   | 津嘉山正種                                                                                     |                                                                |
| 2012 | エージェント・マロリー Haywire                                     | オリヴァー・コブレンツ               | 小川真司                                                                                       |                                                                |
| 2013 | 恋するリベラーチェ Behind the Candelabra                           | リベラーチェ                         | テレビ映画                                                                                     | （日本語吹替版なし）                                           |
| 2013 | ラストベガス Last Vegas                                            | ビリー・ゲルソン                     |                                                                                                | 小川真司                                                       |
| 2014 | 最高の人生のつくり方 And So It Goes                                | オーレン・リトル                     | 別題『最高の人生の描き方』 日本劇場未公開                                                      | 中村浩太郎                                                     |
| 2014 | 追撃者 Beyond the Reach                                            | ジョン・マデック                     | 兼製作                                                                                         | （日本語吹替版なし）                                           |
| 2015 | アントマン Ant-Man                                                 | ハンク・ピム博士                     |                                                                                                | 御友公喜                                                       |
| 2017 | アンロック/陰謀のコード Unlocked                                   | エリック・ラッシュ                   | 井上和彦                                                                                       |                                                                |
| 2018 | アントマン&ワスプ Ant-Man and the Wasp                             | ハンク・ピム博士                     | 御友公喜                                                                                       |                                                                |
| 2018 | カイジ 動物世界 動物世界                                           | アンダーソン                         | 中国映画                                                                                       | さかき孝輔                                                     |
| 2019 | アベンジャーズ/エンドゲーム Avengers: Endgame                      | ハンク・ピム博士                     |                                                                                                | 御友公喜                                                       |
| 2023 | アントマン&ワスプ:クアントマニア Ant-Man and The Wasp: Quantumania | ハンク・ピム博士                     |                                                                                                | 御友公喜                                                       |
| TBA  | Looking Through Water                                              | TBA                                  | ポストプロダクション                                                                           |                                                                |

### テレビドラマ
| 年        | 題名                                                       | 役名                                           | 備考                                       | 吹替                 |
| --------- | ---------------------------------------------------------- | ---------------------------------------------- | ------------------------------------------ | -------------------- |
| 1971      | FBIアメリカ連邦警察 The F.B.I.                             | ジェリー                                       | シーズン6第23話                            |                      |
| 1972-1976 | サンフランシスコ捜査線 The Streets of San Francisco        | スティーブ・ケラー                             | 監督：シーズン4第13話                      | 納谷六朗             |
| 2002      | ふたりは友達? ウィル&グレイス Will & Grace                 | ギャヴィン・ハッチ刑事                         | シーズン4第23話                            |                      |
| 2018-2021 | コミンスキー・メソッド The Kominsky Method                 | サンディ・コミンスキー                         | 計22話出演                                 | 山路和弘             |
| 2019-2022 | 緑のたまごとハム 〜サムとガイの大冒険〜 Green Eggs and Ham | ガイ                                           | 声の出演                                   | 御友公喜             |
| 2021-2023 | ホワット・イフ...? What If...?                             | ハンク・ピム / イエロージャケット / アントマン | 声の出演 Disney+オリジナルシリーズ         | 御友公喜             |
| 2023      | マーベル・スタジオ アッセンブル Marvel Studios: Assembled  | 本人                                           | 「アントマン&ワスプ:クアントマニアの裏側」 |                      |
| 2024      | フランクリン Franklin                                      | ベンジャミン・フランクリン                     | Apple TV+オリジナル ミニシリーズ           | （日本語吹替版なし） |

## 製作作品

### 映画
| 年   | 題名                                                      | 担当       |
| ---- | --------------------------------------------------------- | ---------- |
| 1975 | カッコーの巣の上で One Flew Over the Cuckoo's Nest        | 製作       |
| 1984 | スターマン/愛・宇宙はるかに Starman                       | 製作総指揮 |
| 1990 | myベスト・フレンズ Eyes of an Angel                       | 製作       |
| 1991 | フラットライナーズ Flatliners                             | 製作       |
| 1992 | ラジオ・フライヤー Radio Flyer                            | 製作総指揮 |
| 1993 | メイド・イン・アメリカ Made in America                    | 製作       |
| 1997 | フェイス/オフ Face/Off                                    | 製作総指揮 |
| 1997 | レインメーカー The Rainmaker                              | 製作       |
| 2017 | フラットライナーズ Flatliners                             | 製作       |
| 2018 | ずっとお城で暮らしてる We Have Always Lived in the Castle | 製作総指揮 |
| 2020 | ラチェッド Ratched                                        | 製作総指揮 |

## 日本語吹き替え
『ウォール街』（機内上映版）以降、小川真司が亡くなるまでに大半の作品を務め、ダグラスの専属（フィックス）声優となっていた。
長年担当したダグラスに関して小川は「才能のある方なので、一瞬で感情を変えることができる。しかも愛嬌があるので、声を演じていて楽しいですし、感心する」と絶賛しており、長く親しんだこともあり、息遣いやタイミングなど演技をする際にはつかみやすいと語っている。2013年の『ラストベガス』が最後の担当となった。
小川が専属になるまでは、津嘉山正種や樋浦勉、納谷六朗、堀勝之祐、磯部勉、船越英一郎などが担当することもあった。
なお、小川没後に出演したマーベル・シネマティック・ユニバースでは御友公喜が務めている。

## 受賞とノミネート

### 映画
| 年   | 候補作                   | 賞名                     | 部門                                       | 結果 |
| ---- | ------------------------ | ------------------------ | ------------------------------------------ | ---- |
| 1975 | 『カッコーの巣の上で』   | アカデミー賞             | 作品賞                                     | 受賞 |
| 1987 | 『ウォール街』           | アカデミー賞             | 主演男優賞                                 | 受賞 |
| 1987 | 『ウォール街』           | ゴールデングローブ賞     | 主演男優賞（ドラマ部門）                   | 受賞 |
| 2010 | 『ウォール・ストリート』 | ゴールデングローブ賞     | 助演男優賞                                 | 受賞 |
| 2013 | 『恋するリベラーチェ』   | プライムタイム・エミー賞 | 主演男優賞（テレビ映画・ミニシリーズ部門） | 受賞 |
| 2013 | 『恋するリベラーチェ』   | ゴールデングローブ賞     | 主演男優賞（テレビ映画・ミニシリーズ部門） | 受賞 |
| 2013 | 『恋するリベラーチェ』   | 全米映画俳優組合賞       | 主演男優賞（テレビ映画・ミニシリーズ部門） | 受賞 |
| 2013 | 『恋するリベラーチェ』   | 放送映画批評家協会賞     | 主演男優賞（テレビ映画・ミニシリーズ部門） | 受賞 |
| 2013 | 『恋するリベラーチェ』   | テレビ批評家協会賞       | 主演男優賞（テレビ映画・ミニシリーズ部門） | 受賞 |

### テレビドラマ
| 年        | 候補作                     | 賞名                     | 部門                        | 結果       |
| --------- | -------------------------- | ------------------------ | --------------------------- | ---------- |
| 2018-2021 | 『コミンスキー・メソッド』 | ゴールデングローブ賞     | 主演男優賞                  | 受賞       |
| 2018-2021 | 『コミンスキー・メソッド』 | 批評家選出テレビ賞       | 主演男優賞（コメディ部門）  | ノミネート |
| 2018-2021 | 『コミンスキー・メソッド』 | 全米映画俳優組合賞       | 男優賞 （コメディシリーズ） | ノミネート |
| 2018-2021 | 『コミンスキー・メソッド』 | プライムタイム・エミー賞 | 主演男優賞（コメディ部門）  | ノミネート |
| 2018-2021 | 『コミンスキー・メソッド』 | ゴールド・ダービー賞     | コメディ男優賞              | ノミネート |